# Cameraria ohridella
La minatrice fogliare dell'ippocastano (Cameraria ohridella Deschka & Dimic, 1986) è un lepidottero appartenente alla famiglia Gracillariidae, diffuso in Europa.
Fu scoperto in Macedonia nel 1985; negli anni successivi ha fatto la sua comparsa in molte nazioni europee, ed è arrivato in Italia all'inizio degli anni Novanta, diffondendosi in tutte le regioni centro-settentrionali.
Infesta esclusivamente l'ippocastano (Aesculus hippocastanum), in particolare quello a fiori bianchi, mentre le varietà a fiori rossi (Aesculus carnea) in genere vengono colpite di meno.

## Descrizione
L'esemplare adulto di Cameraria è una farfallina lunga circa 5 millimetri, di colore bruno con caratteristiche striature bianco-argentee sulle ali. Le Camerarie fanno la loro comparsa in maggio e prima della deposizione delle uova si concentrano numerose sui tronchi degli ippocastani.

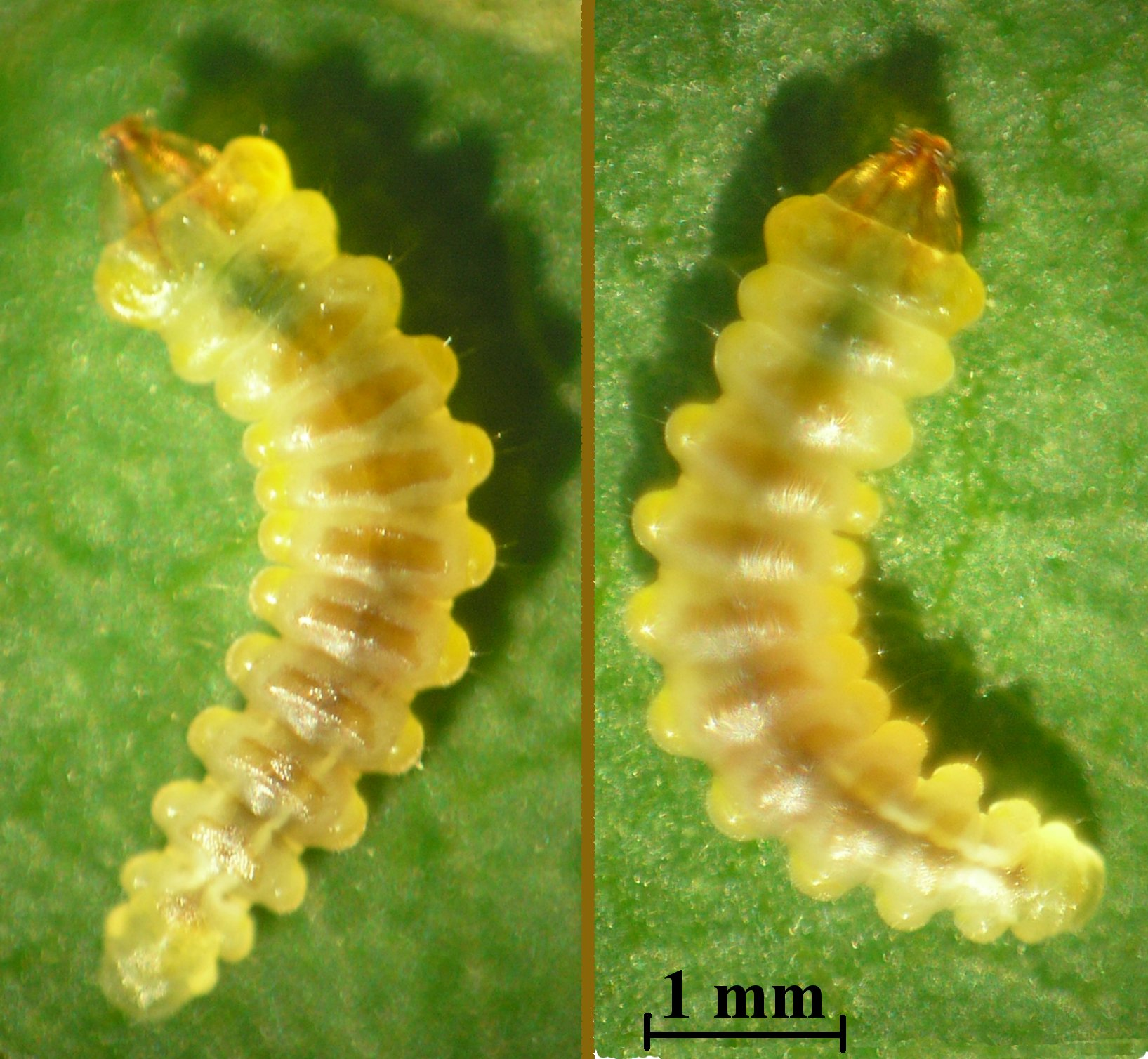
Larve

Le femmine depongono le uova sulla parte superiore delle foglie; da queste poi escono le larve che scavano, all'interno delle foglie, gallerie (mine) lunghe fino a 4 centimetri. In certi casi più mine confluiscono fra loro facendo disseccare e cadere precocemente le foglie, nelle quali l'insetto sverna poi come crisalide.
L'uovo, di forma lenticolare, è di colore biancastro e viene sempre deposto sulla parte superiore della foglia, spesso in prossimità della nervatura della stessa.
In un primo tempo le infestazioni interessano la parte bassa della chioma, diffondendosi in seguito alle foglie più alte. Quando si verificano forti attacchi l'ippocastano può perdere completamente le foglie già nei mesi di luglio-agosto ed una ripetuta infestazione di Cameraria ohridella può ridurre lo sviluppo vegetativo dell'albero, compromettendone la vitalità.

## Metodi di lotta

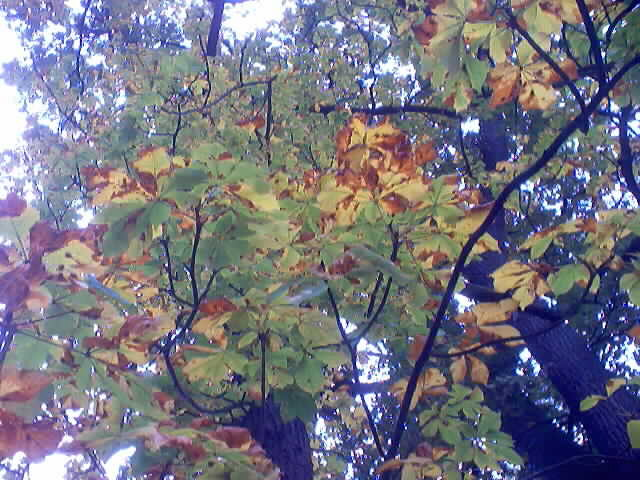
Effetti dell'infestazione di C. ohridella

Esistono numerose specie di parassitoidi che vivono a spese delle larve e delle crisalidi di Cameraria. Cirrospilus talitzkii (Hymenoptera Eulophidae) si è rinvenuto quale parassitoide di C. orhidella per la prima volta in Italia nel 2002. Inoltre altri insetti (ad esempio la formica Crematogaster scutellaris), ragni, possono predare larve e crisalidi nonché alcuni rettili e uccelli sono stati osservati a cibarsi di larve, pupe e adulti.
Nel frattempo è possibile effettuare i seguenti interventi di difesa:
- Prima della fine dell'inverno è molto importante raccogliere e distruggere le foglie cadute a terra poiché al loro interno svernano le crisalidi del lepidottero. È il metodo più semplice per ridurre le infestazioni della successiva stagione vegetativa.
- Irrorare la chioma con appositi preparati chimici dopo la fioritura che, a seconda della zona e dell'andamento stagionale, inizia verso metà aprile e si protrae per circa un mese.
- Effettuare applicazioni endoterapiche (iniezioni al tronco) tenendo presente che, per non ostacolare l'azione degli insetti antagonisti naturali, si dovrà ricorrere ad un simile trattamento solo in casi eccezionali e comunque non tutti gli anni.

### Endoterapia
L'endoterapia è un trattamento contro le infestazioni delle piante e consiste nell'introdurre direttamente nel tronco delle stesse una determinata sostanza chimica che, attraverso il suo sistema vascolare, si distribuirà poi in tutta la chioma. 

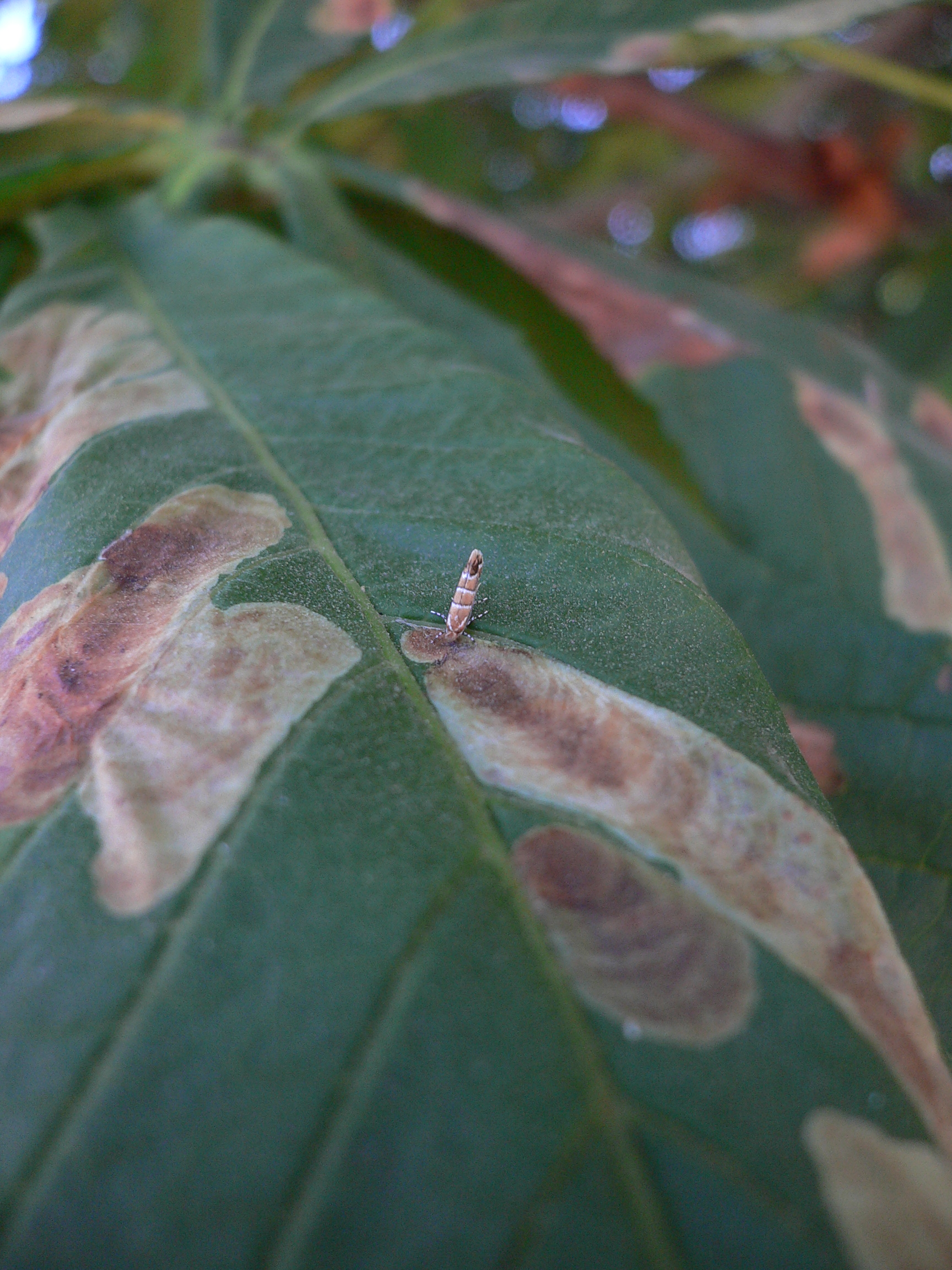
Adulto di Cameraria ohridella e mine fogliari

Principali vantaggi di questa metodologia:
- una prolungata persistenza dell'effetto che, in molti casi, permette di effettuare i trattamenti ad anni alterni;
- una riduzione delle dosi di sostanza utilizzata;
- una minore dispersione nell'ambiente e, conseguentemente, un minore impatto ambientale.

Principali svantaggi: 
- gli effetti negativi dovuti all'apertura di ferite, che possono favorire l'ingresso di agenti patogeni e ledere le barriere difensive della pianta;
- maggiori costi rispetto ai trattamenti tradizionali.

Prima del trattamento è consigliabile prendere alcune precauzioni che consistono nel: 
- valutare la gravità dell'infestazione;
- valutare il contesto in cui si trovano gli alberi infestati;
- valutare il danno prodotto dall'insetto ed in particolare la vitalità della pianta;
- considerare lo stato vegetativo delle piante e l'eventuale presenza di carie che potrebbero influire negativamente sulla traslocazione delle sostanze introdotte e sui tempi di cicatrizzazione, con una conseguente diminuzione dell'efficacia del trattamento;
- rivolgersi a personale specializzato in modo che il lavoro venga eseguito con accuratezza.

Dopo il trattamento occorrerà verificare l'esito dell'applicazione ed in particolare: 
- che il parassita risulti ben controllato;
- che non vi siano effetti fitotossici sul fogliame e sulle parti legnose;
- che la cicatrizzazione dei fori proceda in modo corretto e rapido;
- che l'effetto antiparassitario del trattamento sia sufficientemente persistente.

### Metodi di trattamento
Vi sono due metodi per effettuare il trattamento endoterapico:
Il metodo ad assorbimento naturale che sfrutta la normale capacità fisiologica di assorbimento della pianta.
Vengono praticati dei fori sul tronco utilizzando un trapano elettrico con un'inclinazione di 45°. Il loro diametro varia da 2 a 4 mm., la profondità da 3 a 5 cm. ed il loro numero varia in base alla circonferenza del tronco ed alle caratteristiche morfologiche dello stesso. La velocità di assorbimento del prodotto dipende dalle condizioni atmosferiche (luce, umidità, temperatura) e dalle condizioni fitosanitarie dell'albero. Quando i tempi di assorbimento sono troppo lunghi (12 - 24 ore) il trattamento può avere una scarsa efficacia.
Il metodo a pressione prevede l'introduzione forzata del prodotto all'interno del tronco mediante l'uso di apposite apparecchiature provviste di pompa.
Anche in questo caso i fori sul tronco vengono praticati con un normale trapano elettrico, hanno un diametro variabile da 4 a 6 mm. ed una profondità fino a 6 cm. Con questa metodologia la velocità di assorbimento del prodotto non è influenzata dalle condizioni atmosferiche, ma dipende unicamente dalle caratteristiche fisiologiche della pianta.